# Breaden Heath
Breaden Heath – wieś w Anglii, w hrabstwie Shropshire. Leży 23 km na północ od miasta Shrewsbury i 242 km na północny zachód od Londynu.